# Reißinsel
Die Reißinsel ist ein Naturschutzgebiet und ein Bannwald in Mannheim.

## Lage
Die Reißinsel ist keine wirkliche Insel, sondern liegt westlich des Stadtteils Neckarau in einem Rheinbogen, der nicht in die Rheinbegradigung des Ingenieurs Tulla einbezogen wurde. Sie wird im Westen vom Rhein zwischen Stromkilometer 420,050 und 422,220 umrahmt und nach Osten zum Landschaftsschutzgebiet Waldpark durch den schmalen Rheinarm „Bellenkrappen“ („mit Pappeln bewachsener, gebogener Wasserarm“) begrenzt. Gemeinsam mit dem Waldpark bildet sie eine 275 Hektar große Fläche, die nicht durch Dämme geschützt ist und somit regelmäßig vom Rhein bei Hochwasser je nach Wasserstand überflutet wird.
Der etwa 1,7 km lange Bellenkrappen ist Teil des Naturschutzgebiets. Er war ursprünglich ein offener Rheinarm, dessen südlicher Zufluss aber im 19. Jahrhundert bei Korrekturen im Rahmen der Rheinbegradigung geschlossen wurde. Im Süden endet er nun mit einer Schleife um die „Kuckucksinsel“. Sein Wasserstand wird durch den Pegel des Rheins mit Zufluss am Nordende der Reißinsel bestimmt.

## Charakteristik

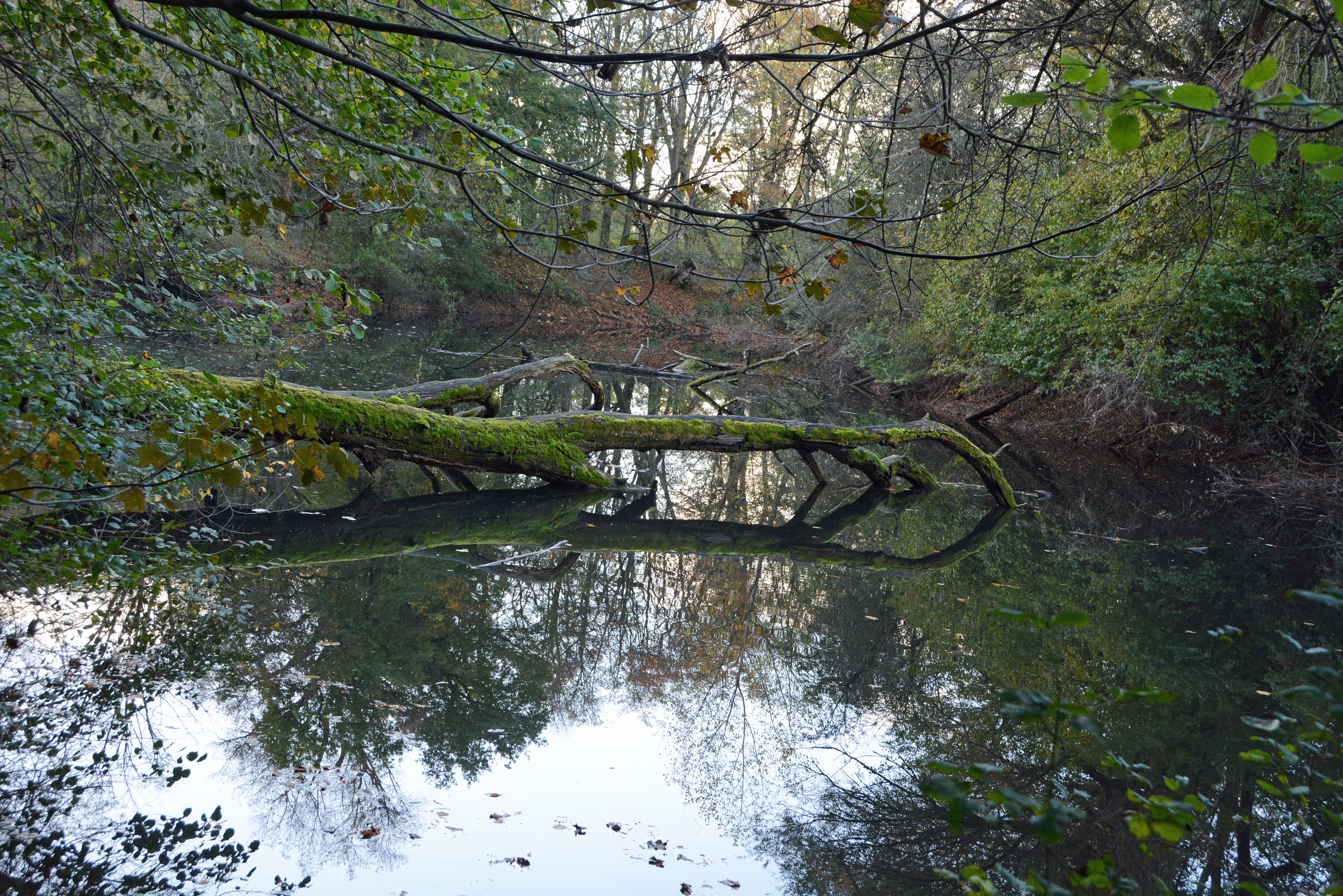
Naturschutzgebiet Reißinsel am Bellenkrappen

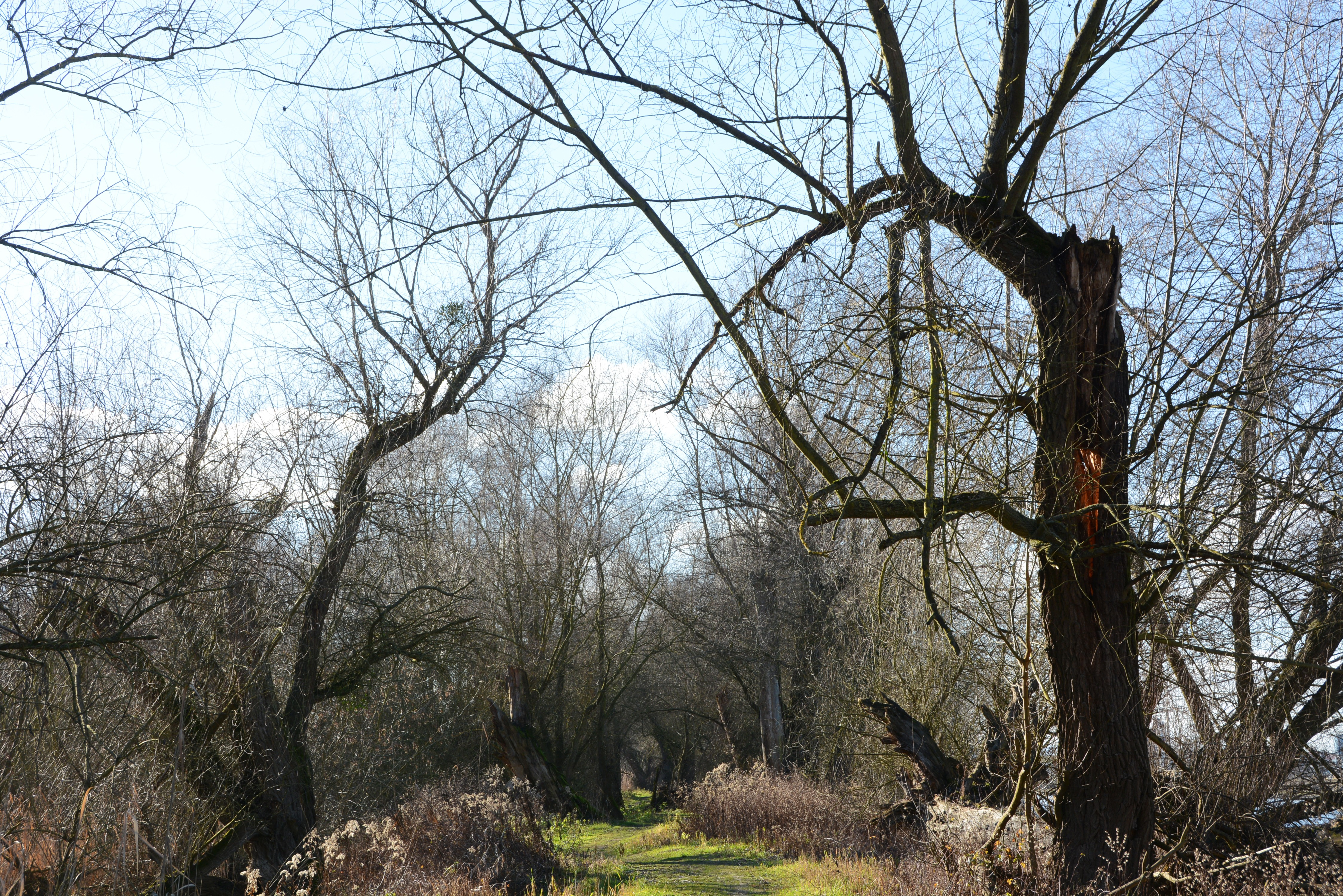
Bannwald entlang des Rheins

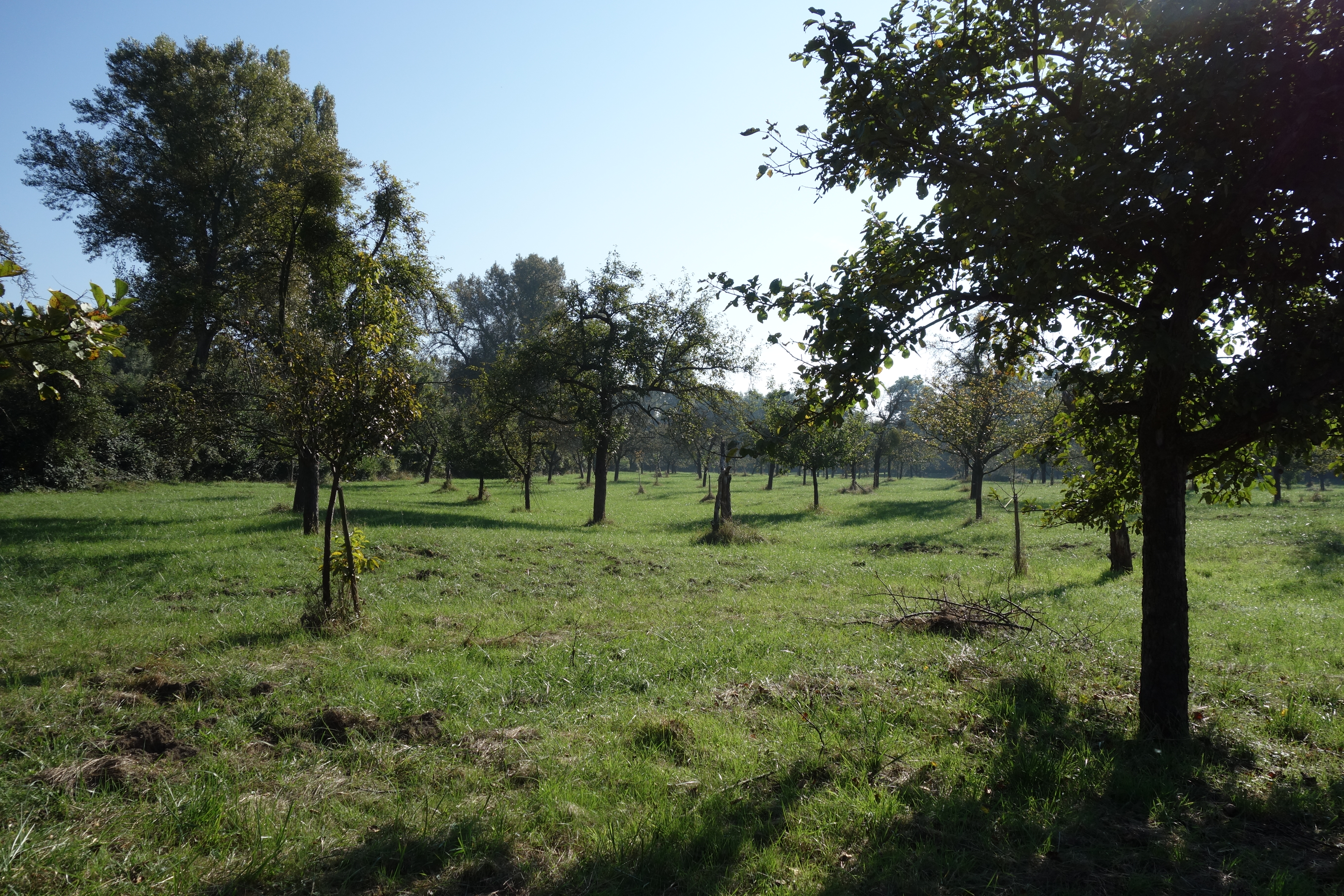
Streuobstwiese auf der Reißinsel

Das 100 Hektar große Gebiet ist einer der bedeutendsten Vogelruheplätze in der Rheinebene. Der nördliche Bereich hat den Status eines Bannwalds, das heißt, es findet kein forstwirtschaftlicher Eingriff statt und der Wald bleibt sich selbst überlassen. Der Rest der Reißinsel ist als Schonwald eingestuft. In der Weichholzaue wachsen überwiegend Silber-Weiden und Pappeln und auf der höhergelegenen Hartholzaue Stieleichen, Eschen und Hainbuchen. Innerhalb des Waldes liegen wasserführende Hochwasserrinnen mit Schilf-Röhricht an den Ufern. In den Auwiesen kommen seltene Pflanzenarten wie Natternzungen, Kanten-Lauch oder Esels-Wolfsmilch vor. Im Mittelteil der Insel befindet sich eine große Streuobstwiese. Ungestörte Naturnähe und Vielfalt begünstigen den Artenreichtum. Etwa 60 Vogelarten brüten auf der Reißinsel, u. a. Eisvogel, Mittelspecht, Schwarzmilan, Steinkauz und Teichrohrsänger.

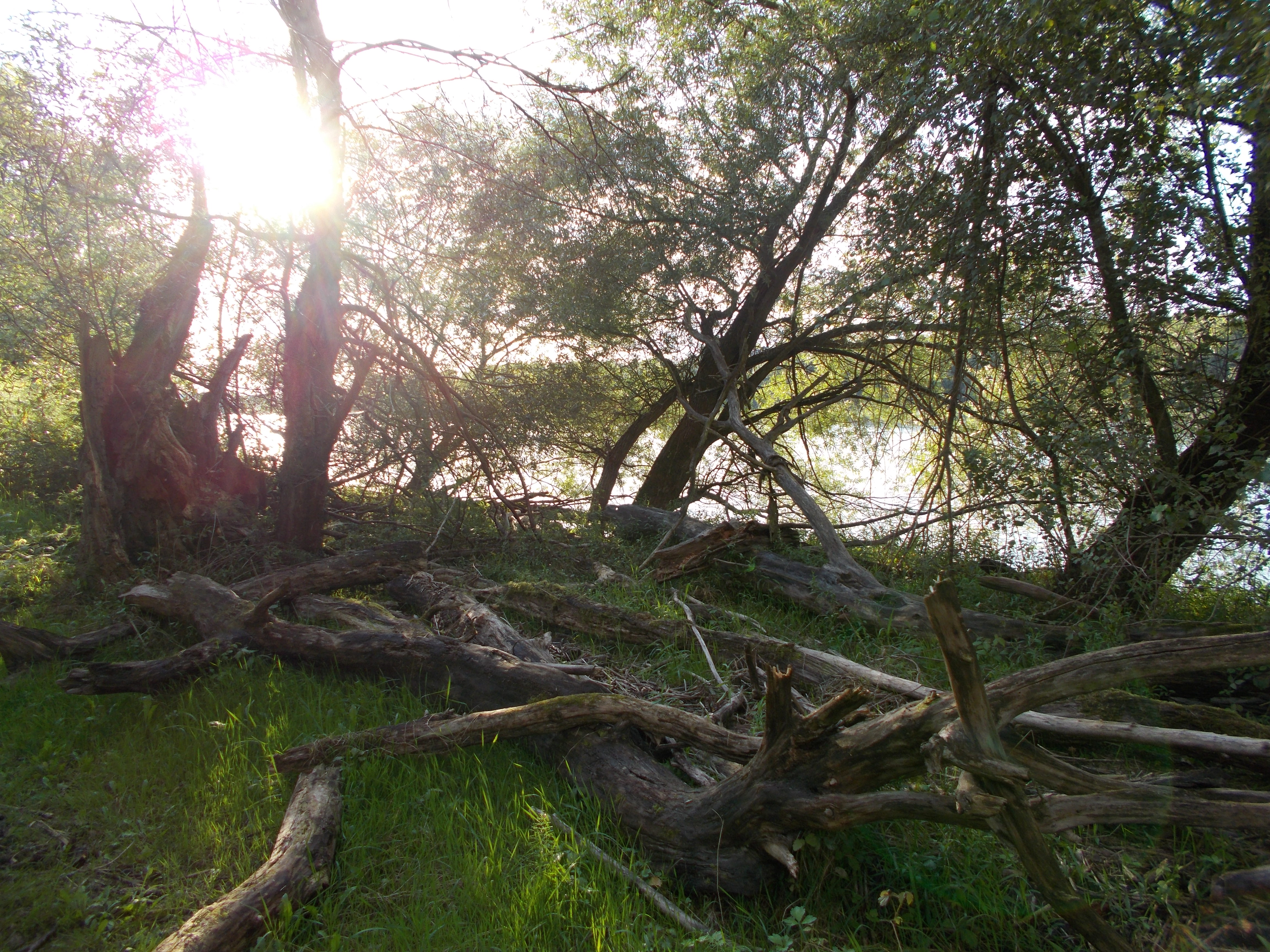
Reißinsel

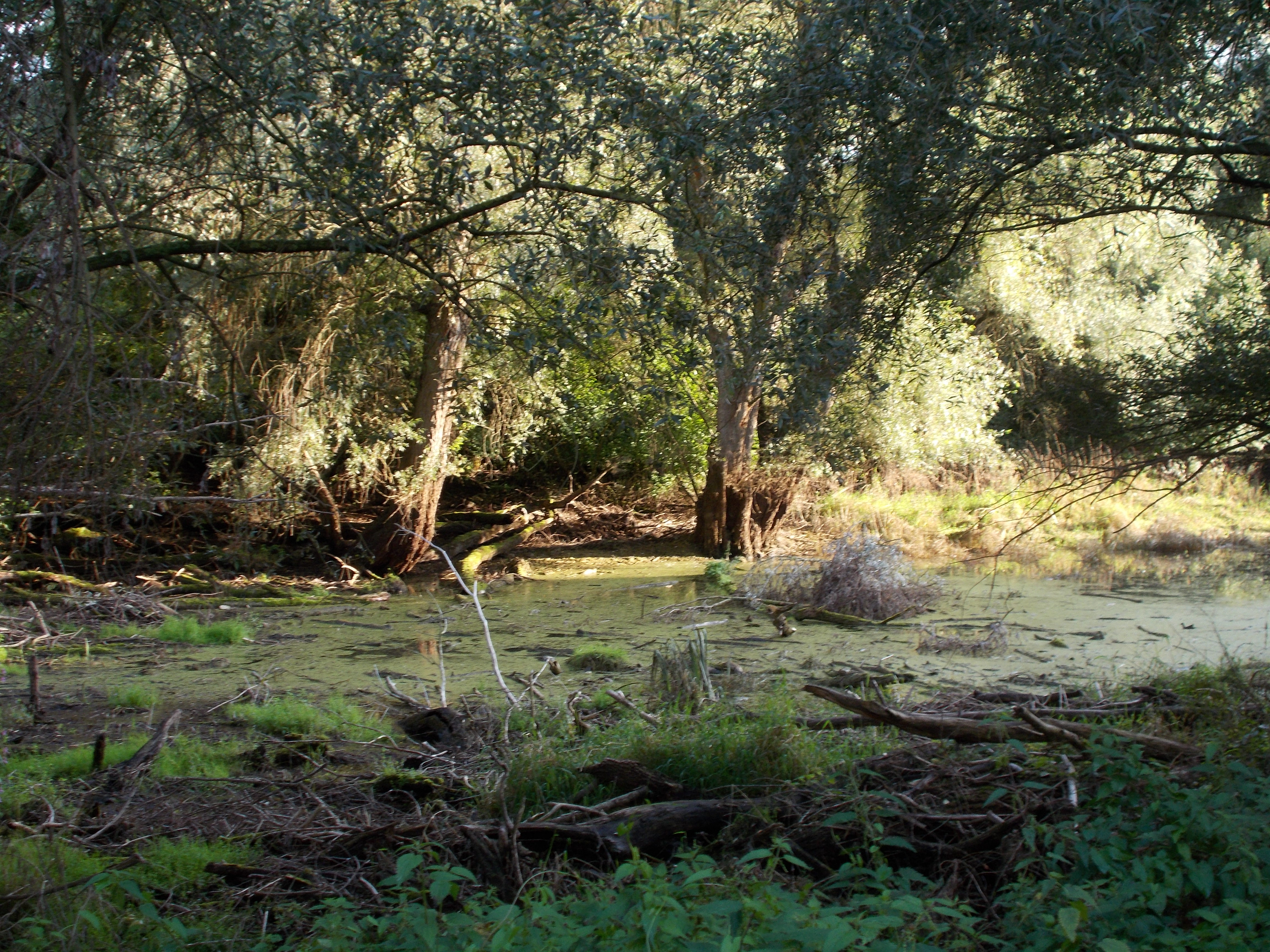
Im Bannwald

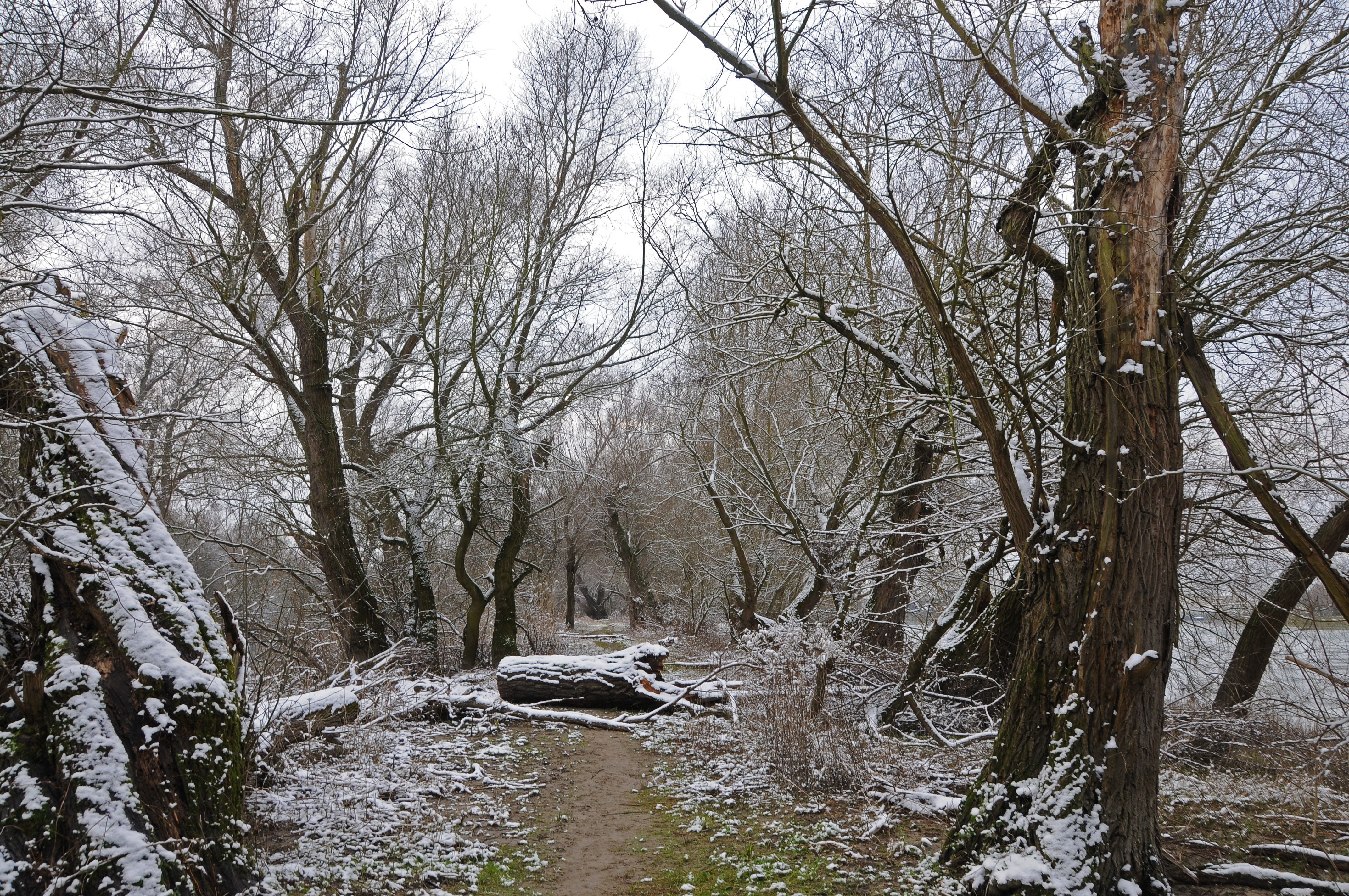
Rundweg am Rhein im Winter

Über die Reißinsel führt ein 4,3 km langer Rundweg, auf dem Besucher die Nähe zur Tier- und Pflanzenwelt erleben können. Während der Brutzeit ist die Reißinsel vom 1. März bis zum 30. Juni für Besucher gesperrt.

## Geschichte
Carl Reiß (1843–1914) erwarb 1881 die zu dieser Zeit noch Fasaneninsel genannte Halbinsel zur Ausbeute von Ton für Ziegeleien. Die Schönheit der Natur bewog ihn dann aber, die Insel den Bürgern der Stadt Mannheim zur Verfügung zu stellen. Ab 1900 veranstaltete er Spielfeste für die Kinder der Stadt.
Auszug aus Carl Reiß’ Testament von 1911:

„Ich setze die Stadtgemeinde Mannheim zu meiner Universalerbin ein. […]
Zu meinem Nachlaß gehört die Fasaneninsel in Neckarau. […] Die Insel
ist möglichst in dem jetzigen Zustand zu erhalten und der öffentlichen,
allgemeinen Benützung unentgeltlich zu übergeben. Die Insel soll auf
ewige Zeiten erhalten bleiben und den Einwohnern meiner Vaterstadt zur
Erholung dienen. […] Ich gebe der Stadtgemeinde anheim, Spielplätze für
die Jugend im weitesten Umfange einzurichten, auch sonstige
Veranstaltungen nach dem Ermessen des Herrn Oberbürgermeisters zu
treffen. Die Insel hat, solange sie besteht, den Namen ‚Reiß-Insel‘ zu
führen.“

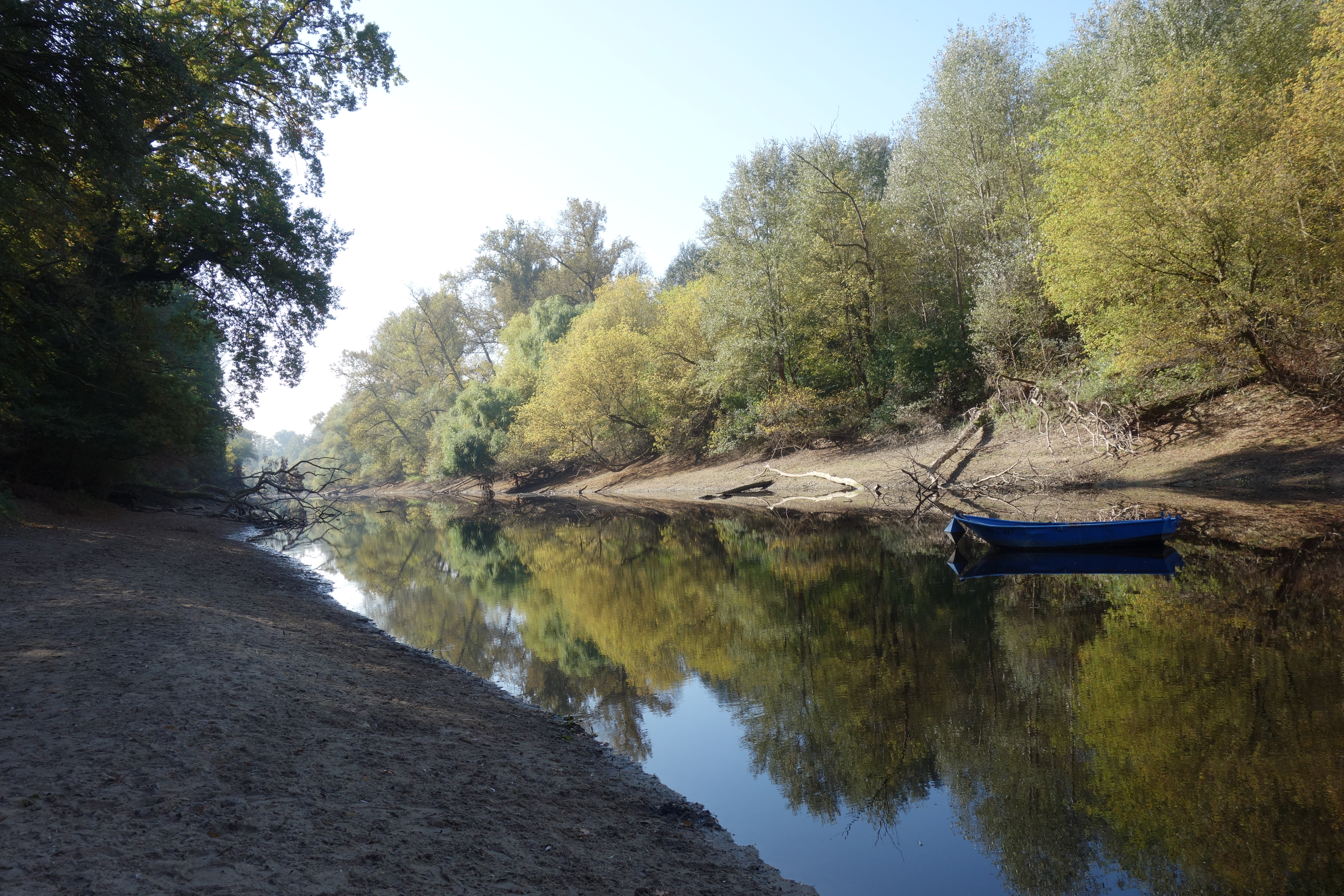
Bellenkrappen

Die Schleife des Bellenkrappen, die heute die Kuckucksinsel bildet, wurde 1917/1918 ausgebaggert, um der Bevölkerung Bootsfahrten zur Freizeitgestaltung zu ermöglichen.
1927 setzte die Stadt Reiß’ Wunsch um, einerseits Spiel, Sport und Erholung für die Bevölkerung zu ermöglichen und andererseits die Natur in ihrem ursprünglichen Zustand zu bewahren, in dem sie einen Teil der Fläche abtrennte und ein Strandbad einrichtete und zum anderen Teil weitestgehend den Zugang versperrte. 1950 wurde die Reißinsel unter Naturschutz gestellt.
In den 1970er Jahren war auch die Hartholzaue vom großen Ulmensterben betroffen, dem die meisten der Ulmen dort zum Opfer fielen. Ihren Platz nahmen zunächst Brennnesseln, dann Büsche und Hecken und schließlich andere Baumarten ein.
Nachdem die Reißinsel bis dahin nur sonntags über einen Zugang für die Bevölkerung geöffnet war, begann 1970 eine größere Erschließung. Vier neue Zugänge wurden geschaffen, darunter eine hölzerne Fußgängerbrücke über den Bellenkrappen in der Nähe des Stephanienufers. Die Folge war ein großer Druck auf die sensible Pflanzen- und Tierwelt. 1982 wurden die Bann- und Schonwaldbereiche eingerichtet. 1990 folgte die dauerhafte Schließung von vier der fünf Zugänge und zwei Jahre später die komplette Sperre der Insel für die Bevölkerung während der Brutzeit. Die Fußgängerbrücke wurde abgerissen. Einzig am südlichen Ende des Bellenkrappens verblieb ein Zugang.

## Flora
Eine der seltensten und wichtigsten Arten der Reißinsel ist die Wilde Weinrebe (Vitis vinifera subsp. sylvestris). Sie kam früher im Oberrheingebiet zu Tausenden vor; heute leben im Oberrheingebiet nur noch etwa 40 Exemplare. Die Art ist zweihäusig, das heißt es gibt nur männliche oder weibliche Exemplare. Auf der Reißinsel gab es bis 1980 nur noch 3 Exemplare. Im Jahr 2000 ist es nur noch 1 Exemplar; dieses ist weiblich. Damit das Vorkommen nicht ausstirbt, wurden 1967 bis 1976 Stecklinge von Samen der Ketscher Rheininsel gezogen und auf der Reißinsel angepflanzt. Man pflanzte etwa 200 Jungreben in kleinen Gruppen. Einige wenige davon haben überlebt und sind bis 1992 zu 15 bis 20 Meter hohen Bäumen herangewachsen. Ein Exemplar darunter bringt seit wenigen Jahren sogar Früchte mit Samen hervor. Nur auf diese Weise kann also das Überleben dieser seltenen Art gesichert werden.